# Незримі скрижалі Кобзаря
Незримі скрижалі Кобзаря (містика лицарства запорозького) — монографія визначного українського публіциста, філософа, дослідника творчості Тараса Шевченка, ідеолога українського націоналізму Дмитра Донцова. Автор аналізує творчість Шевченка з позицій українського націоналізму. 
Книга побачила світ у Торонто у 1961 році у видавництві «Гомін України». В Україні була перевидана в Українській видавничій спілці імені Юрія Липи в 2009 році.

## Історія написання
Уперше Дмитро Донцов звертається до дослідження творчості Тараса Шевченка у статтях «Компактна більшість і Шевченко» (Українська хата, № 1, 1914) та «Шевченко і наша генерація» (Шляхи, № 3, 1916). У цих статтях Донцов виступає критиком трактування Шевченка діячами української соціалістичної і ліберальної інтелігенції як поета, який виступав виключно проти соціального гніту. Він відзначав: «Протест проти національного гніту — ось що робить з Шевченка поета, однаково зрозумілого і його сучасникам, і нам, і нашим нащадкам».
Під час перебування Д. Донцова головним редактором журналів Літературно-науковий вістник та Вістник він написав серію шевченкознавчих статей «В мартівську річницю» (ЛНВ, 1925, № 5), «Пам’яті великого вигнанця» (ЛНВ, 1926, № 5), «Спростачений Прометей» (ЛНВ, 1929, № 1) «Козак із міліонна свинопасів» («Вістник», 1935, № 5), «Шевченко і Драгоманов» («Вістник», 1938, № 9).

## Оцінки
К.ф.н., керівник Науково-ідеологічного центру імені Дмитра Донцова Олег Баган:
"Дмитро Донцов належить до тих авторів класичної української літературної критики, творчість яких стала віховою і визначила на десятиліття стратегічні концепти естетичного думання для цілих генерацій. Майже впродовж цілого життя Донцов звертався до спадщини і постаті Тараса Шевченка: вглиблювався у її ідейні струмені, переосмислював значення, розширював параметри інтерпретацій. У підсумку він створив свою власну концепцію трактування творчості Кобзаря, пройняту філософськими ідеями ірраціоналізму, інтуїзму. Власне, виквітом цієї концепції можна вважати книгу «Незримі скрижалі Кобзаря»
У передмові до книги літературознавець, д.ф.н. Петро Іванишин зазначає.
 «Загалом, „Незримі скрижалі Кобзаря“, мабуть, перша шевченкознавча монографія, де органічно поєднались інкультурована християнська ідея та ідея нації в межах націологічно-христологічного дискурсу. Його роботи — в дусі націоналізму — з лицарською пристрасністю плекають світовідчуття вільної людини, вчать осмисленої й відповідальної любові до України, культивують національно-державницьке мислення, утверджують самовідданість і жертовність у служінні нації» 

## Видання
- Донцов Д. Незримі скрижалі Кобзаря (Містика лицарства Запорозького). — Торонто: Гомін України, 1961.
- Донцов Д. Незримі скрижалі Кобзаря (містика лицарства запорозького). Українська видавнича спілка імені Юрія Липи. Київ — 2009, 266 с.